# 筑波君枝
筑波 君枝（つくば きみえ）は、日本のボランティアライター。

## 人物
茨城県出身。公式ウェブでは、茨城県に実在するつくば市（筑波研究学園都市）にちなんだペンネームと誤解されるが、本名であるという記載がある。
広告会社、雑誌会社などの勤務を経て、1993年、フリーライターとして活動する傍ら、在日外国人の親睦団体でボランティア活動を開始。1997年「日本国際交流センター・第3次アジア太平洋女性ダイアローグ」なる会議に参加し、北米・東南アジアのNPO/NGOと交流を深める。
この経験を生かし、ボランティア活動についての普及・啓蒙・講演を行っている。

## 著書
- 『ゴミのゆくえ 見学でわかる!』 (小学生の環境見学シリーズ) 佐島群巳 監修, 割田富士男 写真. ポプラ社, 2002.4
- 『最新農業の動向とカラクリがよ～くわかる本 業界人、就職、転職に役立つ情報満載』 (図解入門業界研究) 秀和システム, 2006.5
- 『こんな募金箱に寄付してはいけない』(青春新書インテリジェンス) 青春出版社, 2008.4
- 『最新農業と農的暮らしがよ～くわかる本 起農、就農、援農に役立つ情報満載』(図解入門ビジネス) 秀和システム, 2009.10
- 『わたしにできること。 個人の「なにかしたい!」から始まった12の絆の物語』メディアファクトリー, 2012.3

編著
- 『国際結婚の基礎知識 出会いから在留特別許可まで』編. 明石書店, 1995.1

## テレビ出演
- J:COM関東他ジュピターテレコム関東地区ケーブルテレビ「週間ボランティア情報・"みんなのチカラ"」総合キャスター兼コメンテーター

2011年8月～2012年3月。自ら震災被害を経験した早坂まき子（仙台放送→フリーキャスター）とともに、東日本大震災復興のための市民や団体などの取り組みを取材・紹介する。YouTubeにてバックナンバーも全国視聴可能